# Daud Ali Khan
Pour les articles homonymes, voir Daud Khan.
 (avril 2019).
Daud Ali Khan Bahadur était nawab de Masulipatam en Inde. Il était fils de Nawab Muhammad Ali Khan Bahadur.

## Biographie
Son nom officiel était Rustam Jah, Najmud-Daula, Nawab Daud 'Ali Khan Bahadur, Intizam Jang, de Masulipatam. Il s'est marié avec Shahar Banu Begum Sahiba à Banganapalle en 1863. Elle était la fille aînée de Mansur ud-Daula, Nawab Sayyid Ghulam Mohammed Ali Khan II Bahadur, Jagirdar de Banganapalle, de sa troisième épouse, Humar Afza Buva.
Il est mort en 1883. Son fils aîné, Nawab Husain Ali Khan Bahadur, lui a succédé.